# Friederike Kempter
Friederike Kempter (ur. 23 sierpnia 1979 w  Stuttgarcie) – niemiecka aktorka.

## Filmografia
- 2006: Graficiarze
- 2007: Das Wilde Leben
- 2007: Bukarest Fleisch
- 2009: Pandorum
- 2011: Tata do pary
- 2011: Der Sheriff
- 2011: Tajemnica Arki Noego
- 2011: I nagle cię nie ma
- 2012: Człowiek robi, co może
- 2012: Add a Friend
- 2012: Heiter bis tödlich – Hauptstadtrevier
- 2012: Oh, Boy!